# Robert Lucas de Pearsall
Pour les articles homonymes, voir Pearsall (homonymie).
Robert Lucas de Pearsall, né le 14 mars 1795 et mort le 5 août 1856 est un compositeur britannique.

## Biographie
Pearsall naît à Clifton près de Bristol le 14 mars 1795 au sein d'une famille aisée de quakers. Son père, Richard Pearsall (mort en 1813), est officier dans l'armée britannique et musicien amateur. Le jeune Pearsall reçoit une éducation privée.
En 1816, Elizabeth (née Lucas), la mère de Pearsall, acquiert de son beau-frère Thomas Pearsall la propriété familiale des Pearsall à Willsbridge (en) dans le comté de Gloucestershire. Thomas est ruiné par la faillite de l'exploitation de fer, propriété de la famille depuis 1712. Cependant, après la mort de sa mère en 1837, Pearsall vend Willsbridge House. Bien qu'il n'y revivra jamais, il choisit de se faire connaître dans les publications sous le nom « Pearsall of Willsbridge ». En ce qui concerne le moulin de Willsbridge, il est plus tard transformé en un moulin à farine qui existe encore de nos jours.
Pearsall épouse Harriet Eliza Hobday en 1817. Elle est la fille d'un portraitiste au succès modéré, William Armfield Hobday (en) (1771–1831),. Le couple a quatre enfants — deux garçons (bien que l'ainé meurt en bas âge) et deux filles — tous nés à Bristol. Dans leurs premières années de mariage, Pearsall pratique comme barrister à Bristol mais en 1825, il emmène sa famille vivre à l'étranger : d'abord à Mayence puis à Karlsruhe (1830 à 1842). En 1842, d'évidence après une longue période de tension dans leur relation, mari et femme se séparent. Pearsall utilise l'argent de la vente de la maison à Willsbridge pour acheter le château Wartensee, un donjon médiéval en ruine près de Rorschach en Suisse. Immédiatement après son achat du château, il passe plusieurs années à restaurer le donjon et y construit un appartement adjacent. Il y reste jusqu'à sa mort le 5 août 1856 et est enterré dans la voûte de la chapelle du château. Lorsque la chapelle est déconsacrée en 1957, ses restes sont enlevés et enterrés à l'église catholique de Wilen-Wartegg.

## Compositeur
Les voyages à l'étranger de Pearsall lui offrent la possibilité de développer ses centres d'intérêt en tant que compositeur. Bien qu'il semble probable qu'il avait une certaine instruction, ou au moins a reçu des conseils en composition du violoniste et compositeur autrichien Joseph Panny, la plupart de ses premières tentatives semblent le fruit d'un travail d'autodidacte. Il existe peu de preuves pour appuyer une assertion présentée par Hubert Hunt que parmi ses premiers travaux figurait le Duetto buffo di due gatti, publié sous le pseudonyme G. Berthold et souvent attribué à Rossini. Bien que résidant à l'étranger, il reste en contact avec sa ville natale de Bristol. La dernière visite de Pearsall à Willsbridge en 1836-1837 coïncide avec la fondation et les premières réunions de la « Bristol Madrigal Society » pour laquelle sont composés la plupart des madrigaux et chansons à parties qu'il écrit dans la période 1836-1841. Le succès de ses premières compositions pour la Society l'encourage à en écrire d'autres dont The Hardy Norseman et Sir Patrick Spens (en dix parties) et l'arrangement en huit parties de Great God of Love et Lay a Garland. Son arrangement de In dulci jubilo (dans sa version originale pour huit solistes et cinq parties de chœur) est toujours exécuté fréquemment à Noël.
Pearsall est un compositeur amateur. Beaucoup de ses compositions n'ont été publiées qu'après sa mort et même aujourd'hui, beaucoup restent à l'état de manuscrit. La particule « de » accolée à son nom a été ajoutée par sa fille Philippa.
Pearsall est l'auteur de plusieurs articles et lettres qui ont contribué à la compréhension savante de la musique ancienne dans les traditions des Églises catholique romaine et anglicane et ont aidé à rétablir le plain-chant polyphonique de la musique de la Renaissance et les chants religieux anciens dans les pays allemands et anglo-saxons. Ses intérêts pour le passé, y compris l'histoire, l'héraldique et la généalogie, son rejet de l'industrialisation et sa recherche de la clarté dans la composition musicale dérivée de modèles antérieurs, le place résolument dans le mouvement du romantisme britannique. Il a également composé des poèmes, dont certains ont été utilisés pour ses madrigaux tels que Why Do the Roses (1842). Dans les années 1830, il fait des traductions en vers de la pièce Guillaume Tell de Schiller en 1829 et du Faust de Goethe.

## Appréciations contemporaines
Le compositeur Robert Cummings écrit « Alors que Robert Lucas Pearsall a écrit de la musique instrumentale et orchestrale, il est surtout connu pour ses œuvres vocales, en particulier pour ses madrigaux et chansons à parties qu'il compose comme un moyen de faire revivre les styles de la musique de la Renaissance. Il les élargit plutôt que copie en ajoutant des caractéristiques structurelles de la période classique et forge un style de pastiche unique, qui a donné plusieurs œuvres magistrales, dont les madrigaux Great god of love et Lay a garland ».
Edward-Rhys Harry, autrefois directeur du Bristol Chamber Choir (anciennement Bristol Madrigal Society mentionnée plus haut), est responsable d'un enregistrement historique en 2009 de la messe de requiem de Pearsall. À l'aide de l'édition de Christopher Brown publiée par la Church Music Society, il a créé une nouvelle version révisée qui cherche à répondre à bon nombre des questions soulevées par le manuscrit original - en particulier le manque par Pearsall de définition concernant la sous-couche textuelle. L'enregistrement reste disponible auprès du Bristol Chamber Choir.